# Amblyopone australis
Amblyopone australis is een mierensoort uit de onderfamilie van de Amblyoponinae. De wetenschappelijke naam van de soort is voor het eerst geldig gepubliceerd in 1842 door Erichson.